# Giacomo del Pò

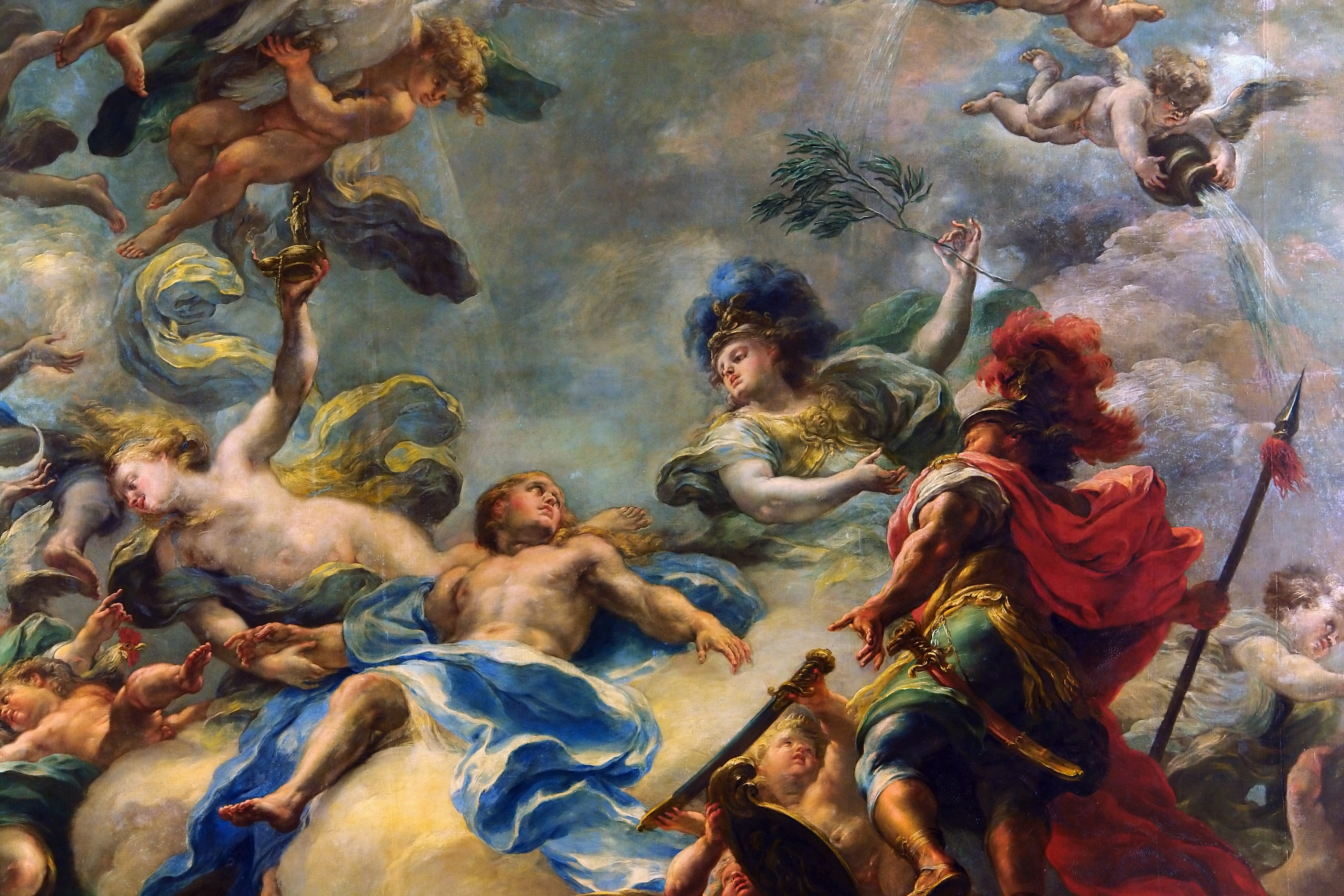
Detalle de uno de los frescos pintados por Giacomo del Pò en las bóvedas del Palacio Belvedere, Viena.

Giacomo del Pò (Roma, 29 de diciembre de 1652-Nápoles, 16 de noviembre de 1726) fue un pintor barroco italiano, activo principalmente en Nápoles.

## Biografía
Giacomo del Pò se formó primero con su padre, Pietro del Pò, y, según Bernardo de' Dominici, habría continuado sus estudios con Nicolas Poussin, una afirmación que no es posible comprobar. En 1674 ingresó en la Academia de San Lucas de Roma. Se trasladó a Nápoles en 1683, posiblemente siguiendo a Gaspar de Haro, embajador español ante la Santa Sede, que aquél año fue designado virrey de Nápoles. En Nápoles, influido por Luca Giordano y los naturalistas, desarrolló un estilo barroco tardíio, opuesto al de Solimena, que practicó en sus pinturas al fresco tanto de carácter sagrado como mitológico. Trabajó principalmente en la decoración de casas señoriales de la nobleza napolitana sirviéndose de temas alegóricos y emblemáticos. También destacó como autor de escenografías teatrales. La fama que alcanzó con estas tareas hizo que fuese llamado a Austria, donde trabajó en las decoraciones al fresco de los palacios de la nobleza próxima a los Habsburgo.

## Obras
El grueso de su obra se encuentra en Nápoles, donde trabajó en los frescos de la capilla palatina del Palacio Real. En colaboración con otros pintores, como Francesco di Maria y Francesco de Mura, realizó los frescos de la planta noble del palacio Carafa y del palacio del príncipe Caracciolo de Avellino, entre otros. En la capilla Milano de la iglesia de San Domenico Maggiore y en la de San Gregorio Armenio se encuentran algunas otras de sus pinturas al fresco. Sobre lienzo y al óleo se conservan pinturas en las iglesias de Santa María de los siete dolores y en la de Santa Teresa de los descalzos.
Fuera de Nápoles la obra más apreciada en su tiempo fue la decoración de la basílica de San Antonino en Sorrento. En la misma ciudad trabajó en los frescos de la catedral. De su estancia en Viena  llamado por Eugenio de Saboya se conservan los frescos del techo del Palacio Belvedere. Pinturas al óleo se encuentran en los museos de Capua y en el de Bellas Artes de Amiens,  donde se encuentra una pintura que representa a Cadmo combatiendo al dragón. Se mencionan también un par de obras de su estancia en Roma, una en la iglesia de Santo Ángel en Pescheria y otra en Santa Marta, no bien identificadas.